# Bredia dulanica
Bredia dulanica là một loài thực vật có hoa trong họ Mua. Loài này được C.L. Yeh, S.W.Chung & T.C. Hsu mô tả khoa học đầu tiên năm 2008.